# Corrie van der Baan
Cornelia Catharina (Corrie) van der Baan  (Roosendaal, 10 februari 1915 - 4 december 1997) was een Nederlandse kunstschilder, pentekenaar, aquarellist, illustrator en boekbandontwerper.
Zij werkte in Roosendaal en Leiden en was in 1953 negen maanden in Suriname en vanaf 1954 was zij minstens tot 1966 in Kortenhoef. 
Zij volgde een opleiding aan de Koninklijke Academie van Beeldende Kunsten in Den Haag en was daar leerling aan de reclame-afdeling en van de schilderklas; zij volgde tevens van 1943-1945 een cursus illustratief tekenen.
Zij aquarelleerde voornamelijk op illustratief gebied, en maakte illustraties en boekbandontwerpen voor kinderboeken, waarbij de Panokko reeks van Anne de Vries, schoolleesboeken, onder andere voor het onderwijs in Suriname en werkte voor diverse tijdschriften. Voor de uitgeverijen C.F. Callenbach in Nijkerk, W.D. Meinema in Delft en Van Gorcum in Assen verzorgde zij illustratief tientallen boeken. Ook schreef zij zelf enige boeken.
Op latere leeftijd werd zij leidster bezigheidstherapie in een tehuis voor zwakzinnigen. 
Zij was lid van de Hilversumse  Vereniging voor Handenarbeid.